# Alphabet kharoshthi

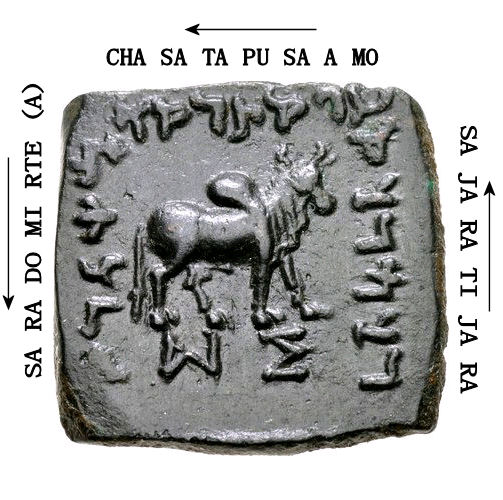
Légende Kharoshthi sur une pièce du roi Indo-Grec Artemidoros Aniketos : 𐨪𐨗𐨟𐨁𐨪𐨗𐨯 \ 𐨨𐨆𐨀𐨯𐨤𐨂𐨟𐨯𐨕 \ 𐨪𐨿𐨟𐨅𐨨𐨁𐨡𐨆𐨪𐨯, Rajatirajasa / Moasa Putasa cha / Artemidorasa, « Fils du Roi des Rois Mauès, et Artemidoros ».

Cette page contient des caractères spéciaux ou non latins. S’ils s’affichent mal (▯, ?, etc.), consultez la page d’aide Unicode.
L'alphabet kharoshthi (IAST: kharoṣṭhī), aussi connu sous le nom d'alphabet gāndhārī, est un ancien alphasyllabaire utilisé pour noter le gāndhārī et le sanskrit par les scribes du Gandhāra. Il fut utilisé du milieu du IIIe siècle av. J.-C. au IIIe siècle. On l'utilisait aussi le long de la route de la soie où il aurait survécu jusqu'au VIIe siècle dans les relais isolés de Khotan et de Niya, dans l'actuelle région autonome ouïghoure du Xinjiang, en Chine.
Les spécialistes ne sont pas d'accord sur l'origine du kharoṣṭhī, soit qu'il ait évolué au fur et à mesure, soit qu'il soit l'invention d'un scribe de génie. L'analyse de l'alphabet montre une relation nette avec l'alphabet araméen, auquel on a ajouté des symboles supplémentaires pour noter les phonèmes des langues indiennes. Une hypothèse propose que l'alphabet araméen arriva avec la conquête des Achéménides en 500 av. J.-C. et évolua pendant deux siècles pour atteindre sa forme finale vers le IIIe siècle av. J.-C. On n'a cependant pas retrouvé de formes intermédiaires qui confirmeraient cette hypothèse. 
L'étude du kharoṣṭhī a été stimulée par la découverte de textes bouddhistes du Gandhāra écrites en kharoṣṭhī, retrouvés près de la ville de Hadda en Afghanistan et confiés à la British Library en 1994. Les manuscrits sont datés du Ier siècle, ce qui en fait les manuscrits bouddhistes les plus anciens qui existent.

## Alphabet
| Kharoshthi Unicode.org chart [PDF] |   |   |   |   |   |   |   |   |   |   |   |   |   |   |   |   |
|                                    | 0 | 1 | 2 | 3 | 4 | 5 | 6 | 7 | 8 | 9 | A | B | C | D | E | F |
| U+10A0x                            | 𐨀 | 𐨁  | 𐨂  | 𐨃  |   | 𐨅  | 𐨆  |   |   |   |   |   | 𐨌  | 𐨍  | 𐨎  | 𐨏  |
| U+10A1x                            | 𐨐 | 𐨑 | 𐨒 | 𐨓 |   | 𐨕 | 𐨖 | 𐨗 |   | 𐨙 | 𐨚 | 𐨛 | 𐨜 | 𐨝 | 𐨞 | 𐨟 |
| U+10A2x                            | 𐨠 | 𐨡 | 𐨢 | 𐨣 | 𐨤 | 𐨥 | 𐨦 | 𐨧 | 𐨨 | 𐨩 | 𐨪 | 𐨫 | 𐨬 | 𐨭 | 𐨮 | 𐨯 |
| U+10A3x                            | 𐨰 | 𐨱 | 𐨲 | 𐨳 |   |   |   |   | 𐨸  | 𐨹  | 𐨺  |   |   |   |   | 𐨿  |
| U+10A4x                            | 𐩀 | 𐩁 | 𐩂 | 𐩃 | 𐩄 | 𐩅 | 𐩆 | 𐩇 |   |   |   |   |   |   |   |   |
| U+10A5x                            | 𐩐 | 𐩑 | 𐩒 | 𐩓 | 𐩔 | 𐩕 | 𐩖 | 𐩗 | 𐩘 |   |   |   |   |   |   |   |